# Fine Gael
Fine Gael (Stam der Ieren) is een politieke partij in Ierland. De partij werd opgericht op 8 september 1933 na de samenvoeging van de Cumann na nGaedheal, de Centre Party en de Blueshirts. Fine Gael volgt over het algemeen een beleid dat midden-rechts ligt, en heeft banden gevormd met christendemocratische partijen in de Europese Unie. Een groot aantal van zijn leden, onder wie leiders als Garrett FitzGerald en Alan Dukes, hebben aangegeven dat de partij naar links moet verschuiven.

## Geschiedenis
Alhoewel het gaat om een samenvoeging van partijen was Fine Gael in eerste instantie een grotere versie van de Cumann na nGaedhael, de partij die in 1924 door de voorstanders van de Overeenkomst en de leiders van de Ierse Vrijstaat Arthur Griffith, Michael Collins en W.T. Cosgrave werd opgericht. Griffith en Collins kwamen tijdens de Ierse Burgeroorlog te overlijden, waarna Cosgrave de leider werd. Na een korte periode onder het desastrueze leiderschap van generaal Eoin O'Duffy (die nooit een parlementszetel had) keerde Cosgrave terug als aanvoerder van de nieuwe partij tot 1944. Alhoewel de partij (als Cumann na nGaedhael) 10 jaar aan de macht was geweest in de Ierse Vrijstaat (1922-1932) verbleef de partij de volgende 16 jaar in de schaduw van Éamon de Valera's Fianna Fáil regering.
Er waren periodes dat het einde van de partij nabij leek, maar tot haar eigen verrassing kwam ze in 1948 opnieuw aan de macht toen alle anti-Fianna Fáil partijen erachter kwamen dat ze genoeg zetels hadden om De Valera aan de kant te zetten. Fine Gaels nieuwe leider, generaal Richard Mulcahy werd door sommige partijen als 'te controversieel' gezien om de nieuwe taoiseach te worden door zijn rol als stafchef van het Ierse leger tijdens de executies na de Ierse Burgeroorlog. Met name de Clann na Poblachta onder aanvoering van ex-IRA-stafchef, Seán MacBride boden sterke tegenstand. In plaats daarvan werd ex-Fine Gael Attorney-General John A. Costello aangewezen als hoofd van de regering in de periode tussen 1948 en 1951. Hij was ook het hoofd van de tweede coalitieregering tussen 1954 en 1957.

### Tom O'Higgins
Toen ze niet langer aan de macht was, raakte de partij langzaam in verval. In het midden van de jaren zestig kwam ze met een nieuw beleidsbericht dat bekendstaat als The Just Society, met daarin beleidsregels die zijn gebaseerd op sociale rechtvaardigheid en gelijkheid. In de verkiezingen van 1966 werd de jonge Fine Gael presidentskandidaat Tom O'Higgins bijna (1% tekort) verkozen, en zou daarmee de vrijwel onverslaanbaar lijkende Eamon de Valera vervangen.

### Nationale Coalitie
Na een onderbreking van 16 jaar kwam Fine Gael opnieuw aan de macht in een nationale coalitie met Labour, onder het leiderschap van Fine Gaels Liam Cosgrave, de zoon van W.T. Cosgrave. Deze regering wordt over het algemeen gezien als een goede, maar een die geplaagd werd door problemen. Sommige daarvan buiten haar eigen schuld (de oliecrisis), maar andere over zichzelf afgeroepen zoals de gemene mondelinge aanval op President Ó Dalaigh door de Minister voor Defensie, Patrick Donegan, waarin hij de president een "thundering disgrace" noemde. Het daaropvolgende aftreden van de president in 1976 was een zware slag voor de reputatie van de Nationale Coalitie. Het jaar erop leed de coalitie een verkiezingsnederlaag; Fianna Fáil won een meerderheid van 20 zetels. Dit was niet eerder voorkomen in de 148 zetels tellende Dáil.

### Garret FitzGerald
Cosgrave trad terug als partijleider en werd opgevolgd door Garret FitzGerald, minister voor Buitenlandse Zaken in de Nationale Coalitie, en een van Ierlands populairste politici en zoon van Desmond FitzGerald, een Cumann na nGaedhael-Minister van Buitenlandse Zaken. FitzGerald verschoof de partij naar links, en voerde een liberaal beleid. Fine Gaels hernieuwde energie was zo zichtbaar dat de partij bij de algemene verkiezingen in 1982 de partij in de Dáil nog maar 5 zetels minder had dan Fianna Fáil, en groter was in de Oireachtas (beide huizen van het parlement samen). FitzGerald stond aan het hoofd van drie regeringen: 1981-februari 1982, 1982-1987, en een korte tijd in een minderheidskabinet nadat Labour zich had teruggetrokken uit de vorige coalitie. Bij de verkiezingen van 1987 werd de partij echter weer verslagen. FitzGerald trad af, en oud-minister van Financiën Alan Dukes nam zijn plaats in.

### Terugval en de Regenboogcoalitie
Na een hoogtepunt in de jaren tachtig viel Fine Gael eerst langzaam, en daarna snel terug. In 1990 werd hun presidentskandidaat (Austin Currie) derde in de verkiezingen.
In 1989 schreef Fianna Fáil geschiedenis door een van zijn 'kernprincipes' los te laten: de tegenstand tegen een coalitie. Na in de verkiezingen van 1987 en 1989 geen algehele meerderheid te hebben gewonnen, ging de partij een coalitie aan met de Progressive Democrats. Critici zeiden dat Fine Gael geïsoleerd zou achterblijven en Fianna Fáil nu in de positie was om tot in lengte van dagen met de steun van wisselde coalitiegenoten aan de macht te blijven. Dit leek inderdaad het geval toen na de verkiezingen van 1992 Fianna Fáil de Progressive Democrats inruilde voor de Irish Labour Party. Deze coalitie viel in 1994 echter uit elkaar, waardoor aanvoerder John Bruton zowel Taoiseach als regeringsleider van een regenboogcoalitie met Fine Gael, Labour en Democratic Left [????]. De partij werd echter verslagen bij de verkiezingen van 1997, waarna Fianna Fáile en de Progressive Democrats een nieuwe coalitie vormden tussen onder aanvoering van Bertie Ahern.

### Slechte verkiezingsresultaten 2002
De partij werd bekritiseerd vanwege Brutons stijl van leiderschap en schoof hem in 2001 aan de kant. Ze zette oud-minister Michael Noonan - in haar ogen de 'ideale kandidaat' - aan het roer, met ex-minister Jim Mitchell als tweede man. Maar de ideale kandidaat kon niet aan de verwachtingen voldoen en Fine Gael leed haar grootste verkiezingsnederlaag bij de verkiezingen van 2002. Het aantal zetels verminderde van 54 naar 31. Noonan trad af op de avond dat de uitslag bekend werd gemaakt en Enda Kenny (minister onder Bruton) werd partijleider.

### Verkiezingsoverwinning 2011
Op zaterdag 26 februari 2011 eiste Fine Gael in de parlementsverkiezingen de overwinning op met 36,1% procent van de stemmen. Premier Brian Cowen heeft de verkiezingsnederlaag van zijn partij Fianna Fáil toegegeven.

## Verkiezingsresultaten
| Jaar | Partijleider            | Zetels   | ±     |           |
| ---- | ----------------------- | -------- | ----- | --------- |
| 1937 | William Thomas Cosgrave | 48 / 138 | nieuw | Oppositie |
| 1938 | William Thomas Cosgrave | 45 / 138 | ▼ 3   | Oppositie |
| 1943 | William Thomas Cosgrave | 32 / 138 | ▼ 12  | Oppositie |
| 1944 | Richard Mulcahy         | 30 / 138 | ▼ 2   | Oppositie |
| 1948 | Richard Mulcahy         | 31 / 147 | ▲ 1   | Coalitie  |
| 1951 | Richard Mulcahy         | 40 / 147 | ▲ 9   | Oppositie |
| 1954 | Richard Mulcahy         | 50 / 147 | ▲ 10  | Coalitie  |
| 1957 | Richard Mulcahy         | 40 / 147 | ▼ 10  | Oppositie |
| 1961 | James Dillon            | 47 / 144 | ▲ 7   | Oppositie |
| 1965 | James Dillon            | 47 / 144 |       | Oppositie |
| 1969 | Liam Cosgrave           | 50 / 144 | ▲ 3   | Oppositie |
| 1973 | Liam Cosgrave           | 54 / 144 | ▲ 4   | Coalitie  |
| 1977 | Liam Cosgrave           | 43 / 148 | ▼ 11  | Oppositie |

## Partijleiders
- Generaal Eoin O'Duffy (1933-34) (O'Duffy heeft nooit een zetel in het parlement gehad)
  - W.T. Cosgrave, TD (voormalig President van de Executive Council (premier) tussen 1922-1932). Hij diende als parlementair leider tussen 1933 en 1934.
- W.T. Cosgrave, TD (1934-44)
- Generaal Richard Mulcahy, TD (1944-59)
  - John A. Costello, TD, diende als parlementair leider tussen 1948 en 1959, en Taoiseach tussen 1948 tot 1951, en 1954 tot 1957.
- James Dillon, TD (1959-65)
- Liam Cosgrave, TD (1965-77), Taoiseach van 1973 tot 1977
- Garret FitzGerald, TD (1977-87), Taoiseach van 1981 tot 1982, en 1982 tot 1987.
- Alan Dukes, TD (1987-90)
- John Bruton, TD (1990-01), Taoiseach van 1994 tot 1997.
- Michael Noonan, TD (2001-02)
- Enda Kenny, TD (2002-17), Taoiseach van 2011 tot 2017.
- Leo Varadkar, TD (2017-24), Taoiseach van 2017 tot 2020, en 2022 tot 2024.
- Simon Harris, TD (2024-heden), Taoiseach van 2024 tot 2025.

## Verder Lezen (Engels)
- Nealon's Guide to the 29th Dáil and Seanad (Gill and Macmillan, 2002) (ISBN 0717132889)
- Stephen Collins, The Cosgrave Legacy (Blackwater, 1996) (ISBN 086121658X)
- Garret FitzGerald, Garret FitzGerald: An Autobiography (Gill and Macmillan, 1991) (ISBN 071711600X)
- Jack Jones, In Your Opinion: Political and Social Trends in Ireland through the Eyes of the Electorate (Townhouse, 2001) (ISBN 1860591493)
- Maurice Manning, James Dillon: A Biography (Wolfhound, 1999/2000) (ISBN 086327823X)
- Stephen O'Byrnes, Hiding Behind a Face: Fine Gael under FitzGerald (Gill and Macmillan: 1986) (ISBN 0717114481)
- Raymond Smith, Garret: The Enigma (Aherlow, 1985) (no ISBN)

Fine Gael · Labour Party · Fianna Fáil · Green Party · Progressive Democrats · Social Democrats · Sinn Féin